# Катунець
Катуне́ць (болг. Катунец) — село в Ловецькій області Болгарії. Входить до складу общини Угирчин.

## Населення
За даними перепису населення 2011 року у селі проживали 429 осіб.
Національний склад населення села:
| Національність   | Кількість осіб | Відсоток |
| ---------------- | -------------- | -------- |
| болгари          | 262            | 85,3%    |
| цигани           | 26             | 8,5%     |
| турки            | 15             | 4,9%     |
| Всього відповіли | 307            |          |

Розподіл населення за віком у 2011 році:
Динаміка населення: